# Acid carbonic
Acidul carbonic are formula H2CO3 și este unul dintre cei mai slabi acizi anorganici, care rezultă din reacția dioxidului de carbon cu apa. Sărurile acidului sunt numite carbonați. Din punct de vedere tehnic, importanță mai mare o reprezintă formele polimerizate numite policarbonați.
Dioxidul de carbon CO2 este solubil în apă cu formare de acid carbonic:  
{\displaystyle \mathrm {1)\ CO_{2}+H_{2}O\ \rightleftharpoons \ H_{2}CO_{3}} }
Gazul CO2 este numit greșit uneori ca acid carbonic; în biochimie conținutul dizolvat de CO2 în apă joacă un rol important în reacția acido-bazică a sângelui.

## Disocierea protonilor
Procentul de CO2 dizolvat în apă, este într-o stare de echilibru cu acidul carbonic H2CO3:
{\displaystyle \mathrm {2)\ CO_{2}+H_{2}O\ \rightleftharpoons \ H_{2}CO_{3}} }
partea acidă fiind numai într-un procent de 0,2 %, în organism acest proces este accelerat de enzima anhidraza carbonică. Acidul carbonic fiind un acid slab (cedează 2 protoni), din care cauză în apă cedează prin două trepte de disociere cei doi protoni liberi bazelor:
{\displaystyle \mathrm {3)\ H_{2}CO_{3}+H_{2}O\ \rightleftharpoons \ HCO_{3}^{-}+H_{3}O^{+}} }
Valoarea pH primei constante acide (care oscilează în funcție de temperatură) este de 3,88, valoare care poate fi comparabilă cu aceea a acidului acetic și acidului citric. Dar prin faptul că procentul de CO2 conform reacției 1) se poate greu stabili vor fi reacțiile 2)  și 3) reprezentate împreună:
{\displaystyle \mathrm {4)\ CO_{2}+2H_{2}O\ \rightleftharpoons \ H_{3}O^{+}+HCO_{3}^{-}} }
De unde rezultă o valoare  pKs de 6,5. Rezultând ionul HCO3−.
{\displaystyle \mathrm {5)\ HCO_{3}^{-}+H_{2}O\ \rightleftharpoons \ CO_{3}^{2-}+H_{3}O^{+}} }
Valoarea a doua  pKs este de cca. 10,5, rezultând ionul  CO32−.
Astfel concentrația și raportul celor 3 ioni rezultați, hotărăsc valoarea pH a soluției apoase.
La o valoare pH de 4 este liber un procent de peste 99 % CO2. 
Pe când la o valoare pH de 6,5 sunt în stare liberă în procent egal de CO2 și ionii de HCO3--.

## Utilizare
Acidul carbonic are numeroase utilizări, una dintre ele fiind prepararea răcoritoarelor. Johann Jacob Schwepps, un ceasornicar elvețian (1740-1821) din Geneva, a pus la punct metoda dizolvării CO2 în apă. 
O altă utilizare a acidului carbonic este în tehnica împachetării produselor oxidabile, la acesta adăugându-se și utilizarea sa pentru sifon și apă carbogazoasă.

## Derivate ale acidului carbonic
Derivatele anorganice sunt carbonații, alți derivați ai lui sunt răspunzători de corodarea țevilor metalice, sau de depunere a carbonaților în cazanele pentru încălzire.
De asemenea prin creșterea procentului de CO2 dizolvat în apă poate duce la pierderi economice importante în piscicultură, sau distrugerea plantelor acvatice.
Derivatele organice se formează prin reacția dintre fosgen COCL2 și alcooli.
Aceste derivate ca amidele carbonice sunt importante din punct de vedere tehnic. Amidele sunt produse de origine a ureei, care sunt esteri de monoamide substituite prin reacție cu acid carbonic formându-se acizi carbaminici, care sunt produși de bază în producerea poliuretanului.

## Rol biochimic
Rolul biochimic este realizat de forma ionică de bicarbonat de sodiu sau potasiu, sub care se realizează predominant transportul sanguin de dioxid de carbon.